# Солсбері (Північна Кароліна)
Солсбері (англ. Salisbury) — місто (англ. city) в США, адміністративний центр округу Ровен штату Північна Кароліна. Населення — 35 540 осіб (2020).

## Географія
Солсбері розташоване за координатами 35°39′57″ пн. ш. 80°29′28″ зх. д. / 35.66583° пн. ш. 80.49111° зх. д. (35.665781, -80.491051).  За даними Бюро перепису населення США в 2010 році місто мало площу 57,35 км², уся площа — суходіл.

## Демографія
Згідно з переписом 2010 року, у місті мешкали 33 662 особи в 12 567 домогосподарствах у складі 7703 родин. Густота населення становила 587 осіб/км².  Було 14626 помешкань (255/км²).
Расовий склад населення:
| - 52,4 % — білих - 37,7 % — чорних або афроамериканців - 1,6 % — азіатів - 0,4 % — корінних американців - 5,9 % — осіб інших рас |

До двох чи більше рас належало 2,0 %. Частка іспаномовних становила 10,6 % від усіх жителів.
За віковим діапазоном населення розподілялося таким чином: 22,7 % — особи молодші 18 років, 61,4 % — особи у віці 18—64 років, 15,9 % — особи у віці 65 років та старші. Медіана віку мешканця становила 36,2 року. На 100 осіб жіночої статі у місті припадало 98,1 чоловіків;  на 100 жінок у віці від 18 років та старших — 95,1 чоловіків також старших 18 років.
Середній дохід на одне домашнє господарство  становив 51 876 доларів США (медіана — 36 701), а середній дохід на одну сім'ю — 63 610 доларів (медіана — 42 700). Медіана доходів становила 36 267 доларів для чоловіків та 31 489 доларів для жінок. За межею бідності перебувало 23,3 % осіб, у тому числі 34,7 % дітей у віці до 18 років та 14,0 % осіб у віці 65 років та старших.
Цивільне працевлаштоване населення становило 12 355 осіб. Основні галузі зайнятості: освіта, охорона здоров'я та соціальна допомога — 32,1 %, виробництво — 13,1 %, роздрібна торгівля — 11,3 %, мистецтво, розваги та відпочинок — 10,5 %.

## Відомі особистості
В поселенні народився:
- Сідні Блекмер (1895—1973) — американський актор театру та кіно
- Бріт Ніколь (* 1985) — американська поп-співачка, автор пісень та музичний продюсер.

## Галерея

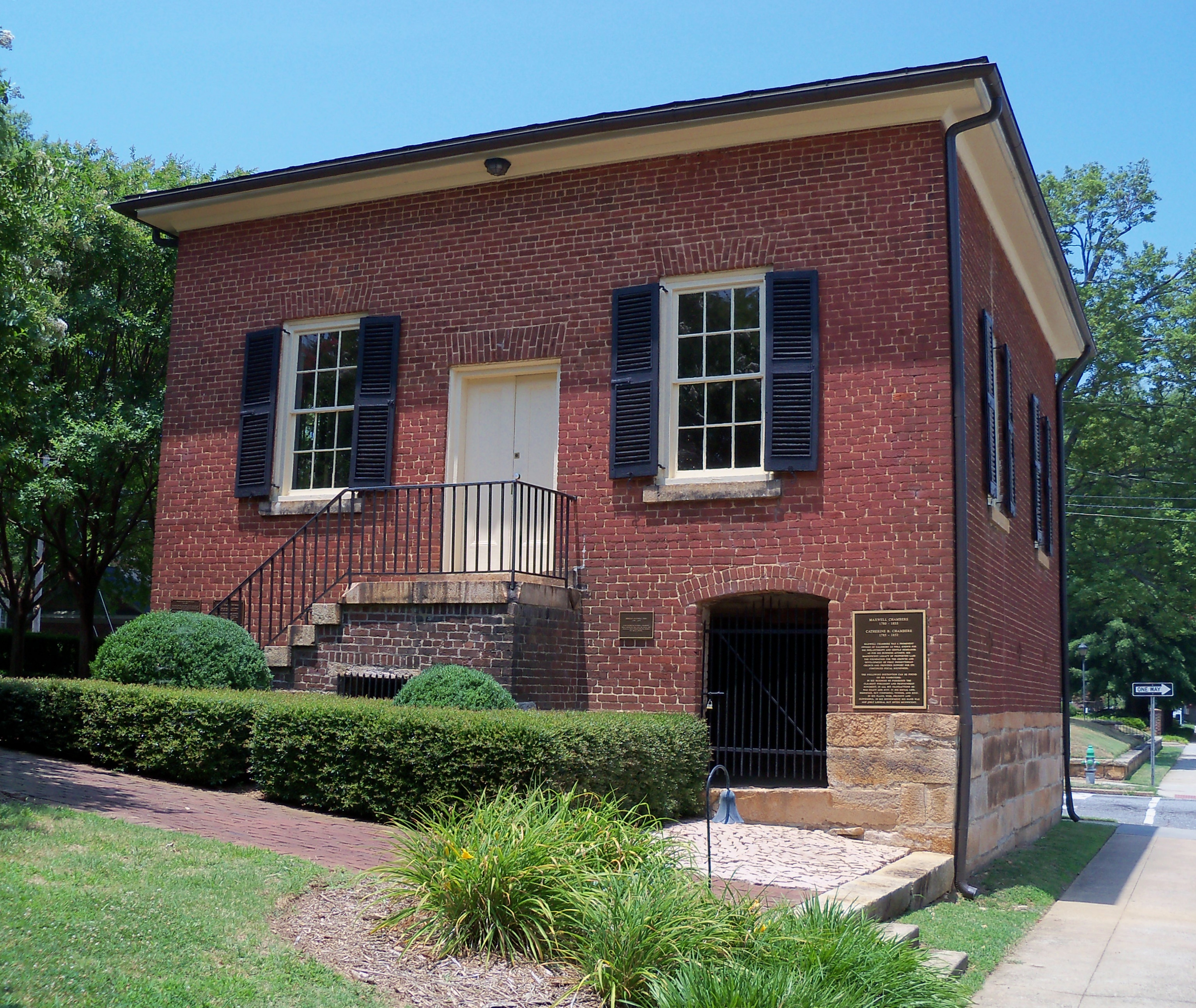
The Maxwell Chambers House (побудований 1820 року)
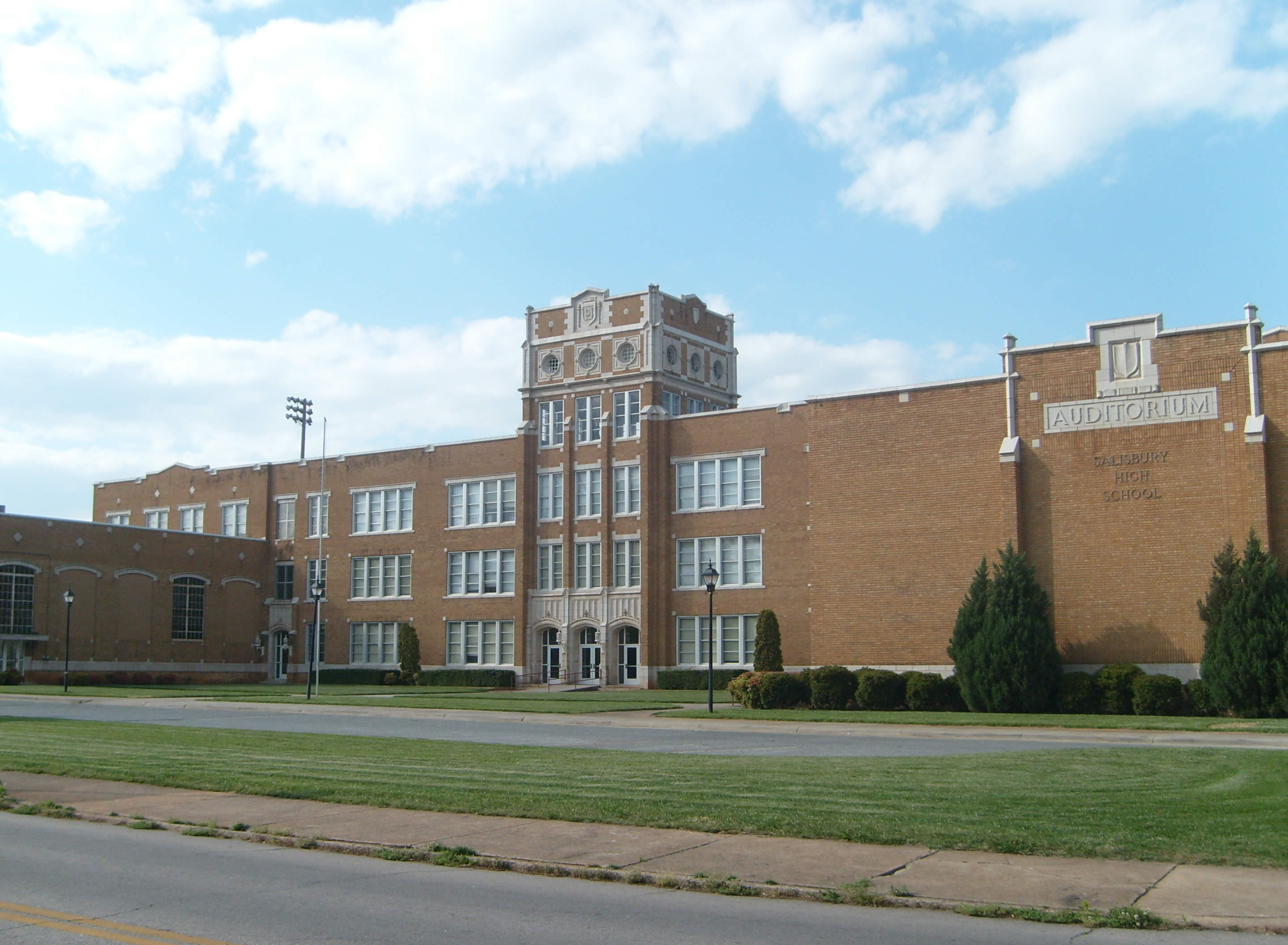
Середня школа Солсбері
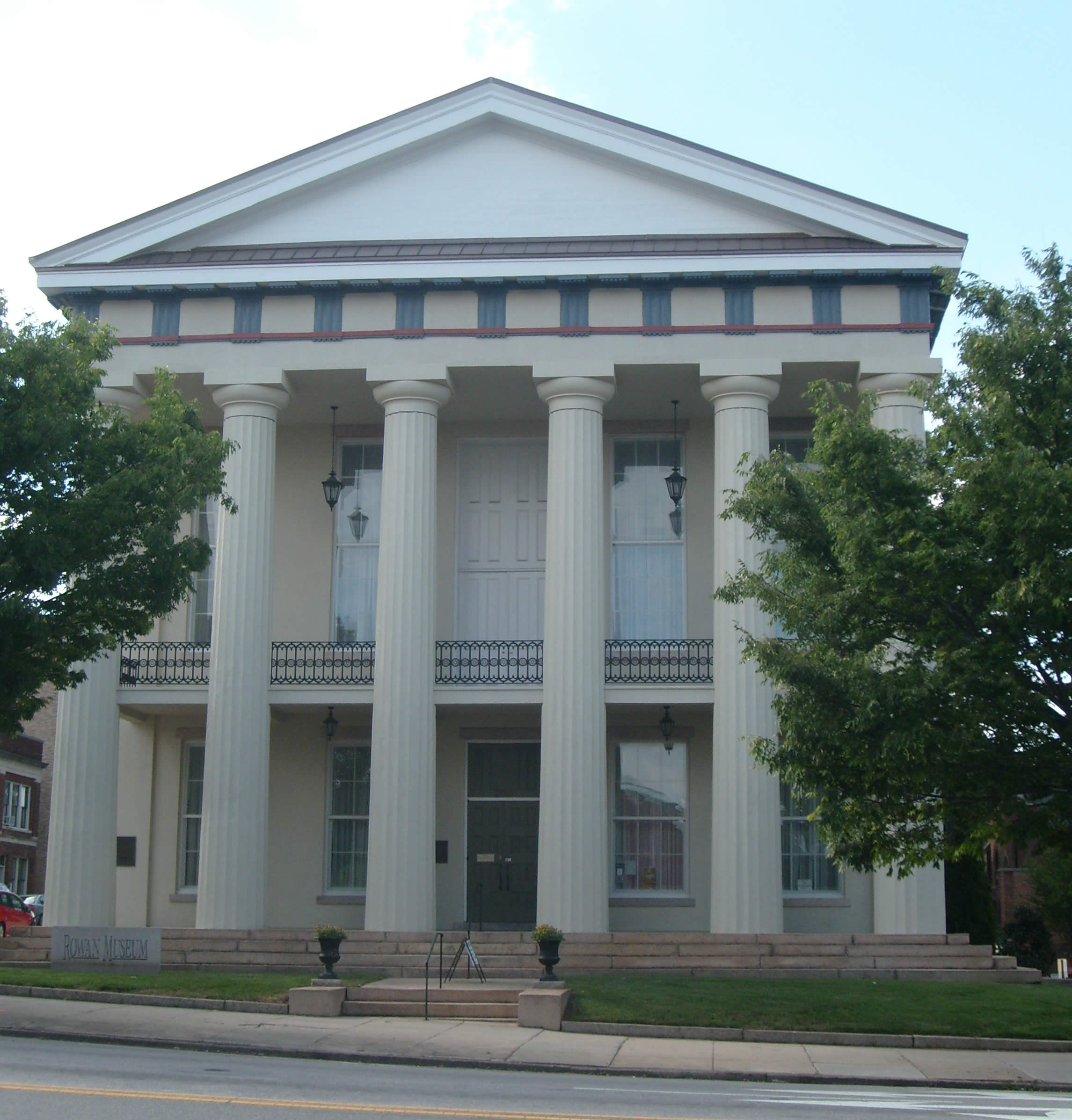
Музей
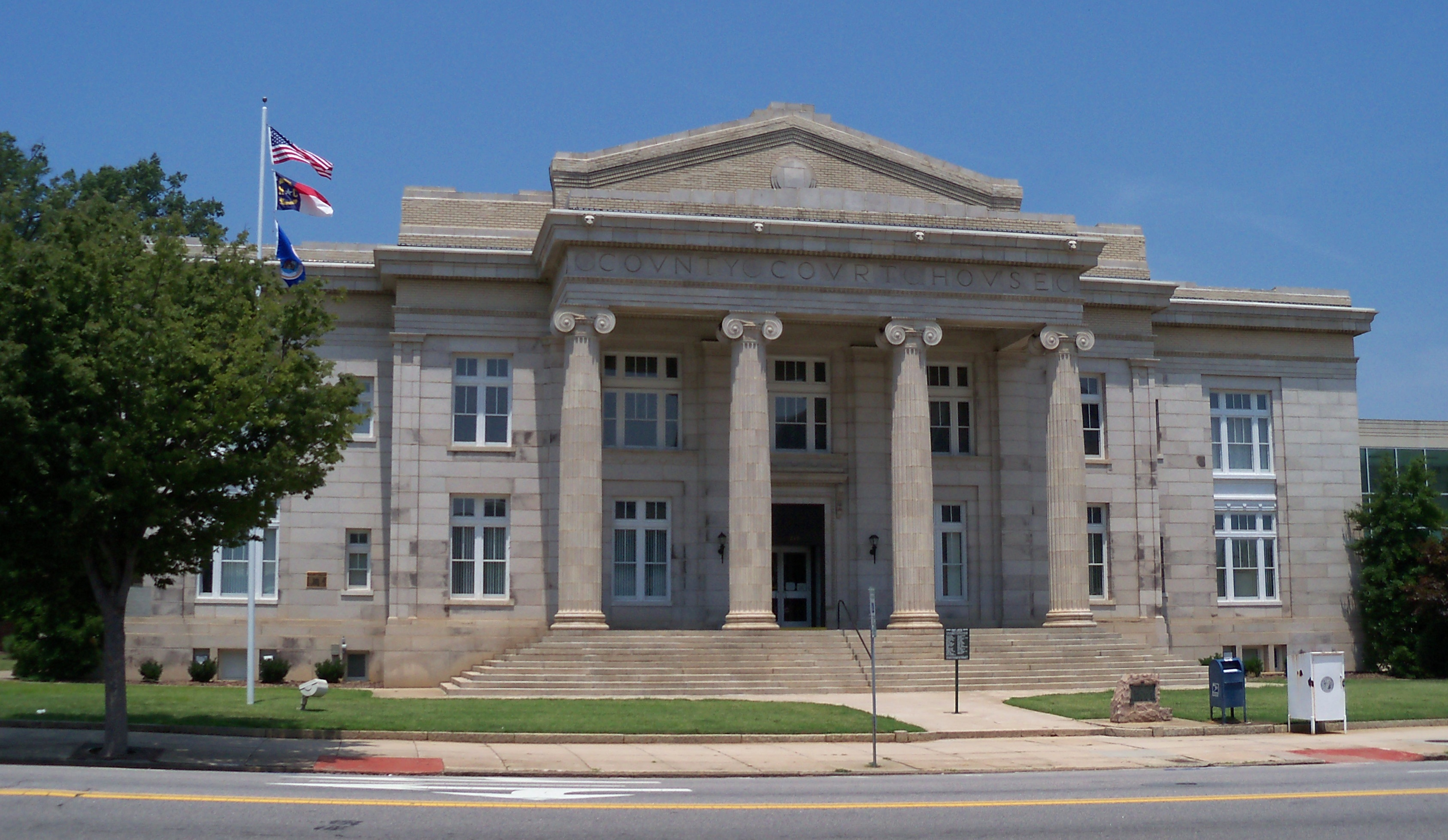
Будівля окружного суду